# 旭堂南龍
旭堂 南龍（きょくどう なんりゅう、1980年6月4日 - ）は、上方の講談師。

## 人物
大阪府立東住吉高等学校、近畿大学文芸学部出身。
2004年3月19日、大学卒業と同時に旭堂南左衛門に入門し、「旭堂南青」を名乗る。「青」の字には「青雲の志を持つ講談師になりなさい」との意味が込められたとのこと。
2008年4月14日にNHKで放送された『ドキュメント挑戦』において、同年3月31日に、いずれもネタおろしとなる三席を披露した「旭堂南青・武者修行の会」とそれに向けての稽古の様子が取り上げられた。
2013年12月8日に行われた奈良マラソン第4回大会には、自身が奈良テレビ放送の『ゆうドキッ!』に出演していることから、奈良テレビ代表のメディアランナーに抜擢され、出場したが、完走できなかった。
落語家・講談師のユニット「セブンエイト」のメンバー。
同ユニット主催のイベント「7時だヨ!8人集合」に出演している。
レギュラー出演している『ゆうドキッ!』の企画で、2016年1月に行われた「第10回奈良まほろばソムリエ検定」の奈良通2級試験に挑戦。90点を獲得し、見事合格した。さらに、翌年の2017年1月に行われた「第11回奈良まほろばソムリエ検定」の奈良通1級試験に挑戦。76点を獲得し、1級にも合格。さらに翌年も奈良まほろばソムリエ検定を受験し、最上級資格である「奈良まほろばソムリエ」の資格を取得した。
2018年6月24日、奈良市観光大使に就任。2018年11月10日、真打に昇進するとともに、明治時代に大阪で活躍した講談師・藤井南龍の名跡を継ぎ、「旭堂南龍」と改名。
2019年、桂紋四郎・松井宗豊・真山隼人・京山幸太・竹本碩太夫・鶴澤燕二郎・林本大・今村哲朗らと講談・落語・浪曲・茶道・能楽・文楽の上方伝統文化芸能若手中堅ユニット「霜乃会」結成に参加。
2020年2月、桂紋四郎が始めたYouTubeでの落語配信「テレワーク落語会」のきっかけを作る。自身も続く形で3月より、旭堂小南陵とともに此花千鳥亭にて「テレワーク寄席」を開始。
2022年1月1日より、此花千鳥亭「365日千鳥亭」を開始。小南陵または南龍両人または片方が1年間かけて毎日出演する本格的な講談寄席である。

## 受賞歴
- 令和元年 咲くやこの花賞大衆芸能部門
- 令和3年 八尾市文化新人賞[7]
- 令和3年 文化庁芸術祭大衆芸能部門新人賞[8]

## 出演
- ドキュメント挑戦（NHK、2008年4月14日）
- 生まれたるは関西!（K-CAT）　パーソナリティー
- ゆうドキッ! アシスタント（奈良テレビ放送、第1期:2011年4月 - 2018年3月 金曜日、第2期:2021年4月 -  火曜日）
- 加藤雅也の角角鹿鹿 特命リサーチャー（奈良テレビ放送、2020年4月 - ）